# マネックスグループ
マネックスグループ株式会社（英: Monex Group, Inc.）は、東京都港区赤坂に本社を置く、マネックス証券などを傘下に置く金融持株会社。

## 概要
松本大とソニー（現ソニーグループ）の共同出資で創業した初代マネックス証券と、日興コーディアルグループ（現シティグループ・ジャパン・ホールディングス）子会社の日興ビーンズ証券との経営統合（共同株式移転）により、発足した持株会社である。設立時の社名は、マネックス・ビーンズ・ホールディングス株式会社。
2008年、シティグループによる日興コーディアルグループの買収後も、マネックスグループの出資を維持したため、シティグループの持分法適用会社であった（日興コーディアル証券（現SMBC日興証券）のみシティグループから離脱している）。
2010年、オリックス証券を完全子会社化（下記参照）。
2014年4月2日、静岡銀行との資本業務提携契約締結を発表（下記参照）。
2024年1月4日、子会社のマネックス証券とともに、NTTドコモと資本業務提携（下記参照）。

## 沿革
参照：

### マネックス・ビーンズ・ホールディングス
- 2004年（平成16年）3月 - 初代マネックス証券と日興ビーンズ証券が、共同株式移転方式による経営統合について合意。
- 2004年（平成16年）8月2日 - 両社の共同持株会社としてマネックス・ビーンズ・ホールディングス株式会社設立。同日東証マザーズに上場[4]。
- 2004年（平成16年）10月22日 - 子会社として、マネックス・オルタナティブ・インベストメンツを設立。
- 2005年（平成17年）5月1日 - 子会社の日興ビーンズ証券と初代マネックス証券が合併、マネックス・ビーンズ証券を設立[5]。
- 2005年（平成17年）9月21日 - 東証第一部市場に銘柄指定替え。
- 2005年（平成17年）11月11日 - 子会社として、マネックス・ビジネス・インキュベーションを設立。
- 2005年（平成17年）11月29日 - 子会社として、マネックス・ユニバーシティを設立（2012年9月付で解散）。
- 2005年（平成17年）12月3日 - マネックス・ビーンズ証券が、2代目マネックス証券に商号変更。
- 2006年（平成18年）4月3日 - 早稲田情報研究所と共同で、トレード・サイエンスを設立（後に完全子会社化）[6]。
- 2007年（平成19年）8月29日 - アメリカ法人として、MBH America, Inc.を設立。
- 2007年（平成19年）9月 - WR Hambrecht & Co Japanを子会社化（後のマネックス・ハンブレクト）。
- 2008年（平成20年）3月5日 - 中国北京市に駐在員事務所を設置（2012年3月、マネックス証券の同事務所に再編）。
- 2008年（平成20年）4月1日 - トウキョウフォレックスを子会社化（後のマネックスFX）。

### マネックスグループ
- 2008年（平成20年）7月1日 - マネックスグループ株式会社へ商号変更。
- 2010年（平成22年）1月27日 - 株式交換により、オリックス証券を完全子会社化。これに伴い、オリックスがマネックスグループの株式22.5%を取得[7][8]。
- 2010年（平成22年）5月1日 - 2代目マネックス証券が、オリックス証券を吸収合併[9]。
- 2010年（平成22年）12月27日 - BOOM証券グループ（香港。現マネックスBOOM証券）を子会社化。
- 2011年（平成23年）2月 - マネックス・オルタナティブ・インベストメンツが、あすかコモディティインベストメンツを合併[10]。
- 2011年（平成23年）6月8日 - TradeStation Group, Inc.（アメリカ、フロリダ州）を完全子会社化。
- 2011年（平成23年）11月16日 - TradeStation Group, Inc.が、IBFX Holdings, LLCを完全子会社化（後に合併）。
- 2011年（平成23年）12月9日 - TradeStation Forex, Inc.（現IBFX, Inc.）が、Interbank FX, LLCと合併。
- 2012年（平成24年）7月17日 - 東京都千代田区麹町に本店移転。
- 2012年（平成24年）8月1日 - ソニーバンク証券を完全子会社化[11]。
- 2012年（平成24年）8月1日 - マネックス・オルタナティブ・インベストメンツの全株式を、アストマックスに譲渡。同時に、アストマックスの株式15%を取得[12]。
- 2013年（平成25年）1月12日 - 2代目マネックス証券が、ソニーバンク証券を吸収合併。
- 2013年（平成25年）4月1日 - 2代目マネックス証券が、マネックスFXの顧客口座および関連するFXサービス事業などを吸収。
- 2013年（平成25年）6月22日 - 委員会設置会社（現指名委員会等設置会社）への移行。
- 2014年（平成26年）4月2日 - 静岡銀行との資本業務提携を発表[13][14]。
- 2014年（平成26年）4月7日 - 静岡銀行がオリックスより、マネックスグループの株式19.63%を取得[15]。
- 2014年（平成26年）5月2日 - 静岡銀行が、マネックスグループの株式を追加取得。持株比率を20％超に引き上げ[16]。
- 2014年（平成26年）5月 - マネックス・ビジネス・インキュベーションが、マネックスベンチャーズへ商号変更[17]。
- 2014年（平成26年）8月29日 - IBFX, Inc.とABFX Australia Pty Ltdが、FX事業の一部をFXCM Holdings, LLC.（アメリカ）に譲渡。
- 2015年（平成27年）2月1日 - 2代目マネックス証券が、マネックスFXを吸収合併。
- 2015年（平成27年）2月11日 - 中国に技術支援会社として、Cherry Technology Co., Ltd.を設立。
- 2015年（平成27年）8月 - 子会社として、日本投資顧問（現マネックス・アセットマネジメント）を設立。
- 2017年（平成29年）2月 - 東京都港区赤坂一丁目12番32号に本店移転。
- 2017年（平成29年）3月17日 - 子会社として、マネックスファイナンスを設立。
- 2017年（平成29年）5月15日 - 2代目マネックス証券が、マネックス・ハンブレクトを吸収合併[18]。
- 2017年（平成29年）12月12日 - 子会社として、マネックスクリプトバンクを設立。
- 2018年（平成30年）4月6日 - 暗号資産のコインチェックを完全子会社化[19][20]。
- 2019年（令和元年）7月11日 - しあわせパートナーズ信託（現マネックスSP信託）を子会社化[21][22]。
- 2021年（令和3年）1月26日 - ゲノム解析のジーネックスを子会社化。
- 2021年（令和3年）11月26日 - STEAM教育のヴィリングを完全子会社化[23]。
- 2022年（令和4年）7月28日 - デジタルマーケティングのチャットブック（現クラフター）を完全子会社化。
- 2022年（令和4年）11月17日 - バイリンガル教育のSelanを完全子会社化[24][25]。
- 2023年（令和5年）7月1日 - ヴィリングが、Selanを吸収合併[26][27]。
- 2023年（令和5年）12月28日 - 暗号資産運用の3iQ Digital Holdings, Inc.（カナダ）の子会社化を発表[28]。
- 2024年（令和6年）1月4日 - NTTドコモとの資本業務提携[29][30][31]。

1. 2代目マネックス証券が単独株式移転により、マネックスホールディングスを設立（2023年12月6日設立）。
2. マネックスグループが、マネックスHDの一部株式をNTTドコモに譲渡。
3. マネックスHDが、NTTドコモを引受人とする第三者割当増資を実施。
4. 2と3によりNTTドコモの連結子会社となったマネックスHDは、ドコモマネックスホールディングスへ商号変更。
5. 2代目マネックス証券の実質的な親会社がNTTドコモとなる。

## 主要関連会社

### 日本セグメント
- マネックス・アセットマネジメント株式会社 - 私募・公募両ファンドの運用
- マネックス・ファイナンス株式会社 - グループの事業に資する資金調達、供給等
- マネックスクリプトバンク株式会社 - 暗号資産の関連事業
- マネックスSP信託株式会社 - 有価証券などを対象とした管理型信託業
- マネックスBP株式会社 - 富裕層向けのプライベート・バンキング業務

- カタリスト投資顧問株式会社 - 投資助言業
- ジーネックス株式会社 - 消費者向けゲノム解析事業等
- 株式会社クラフター - マーケティングSaaS「CraftChat」の開発・運用
- 株式会社ヴィリング - STEAM教育事業

### 米国セグメント
- TradeStation Group, Inc.（フロリダ州）- 持株会社
  - TradeStation Securities, Inc.（フロリダ州）- 金融商品取引業
  - TradeStation Technologies, Inc.（フロリダ州）- システム開発・運営、ソフトウェア販売

### アジア・パシフィックセグメント
- Monex International Limited（香港）- 持株会社
  - Monex Boom Securities (Hong Kong) Limited（香港）- オンライン証券会社
  - Monex Securities Australia Pty Ltd（シドニー）- 証券会社

### クリプトアセット事業セグメント
- コインチェック株式会社（89%）- 仮想通貨の運営等

### 投資事業セグメント
- マネックスベンチャーズ株式会社 - ベンチャーキャピタル事業
  - マネックスエジソン投資事業有限責任組合
  - MV1号投資事業有限責任組合
  - MV2号投資事業有限責任組合
- トレード・サイエンス株式会社

### 持分法適用関連会社
- ドコモマネックスホールディングス株式会社 - NTTドコモとの資本業務提携に伴い発足。
  - マネックス証券株式会社 - マネックス証券（初代）と日興ビーンズの合併により発足した2代目法人。
- 有限会社トライアングルパートナーズ - 匿名組合の持分の募集および管理
- 杭州財悦科技有限公司（中国杭州市）- 同国における技術支援事業